# U-Bahnhof Deutsche Oper

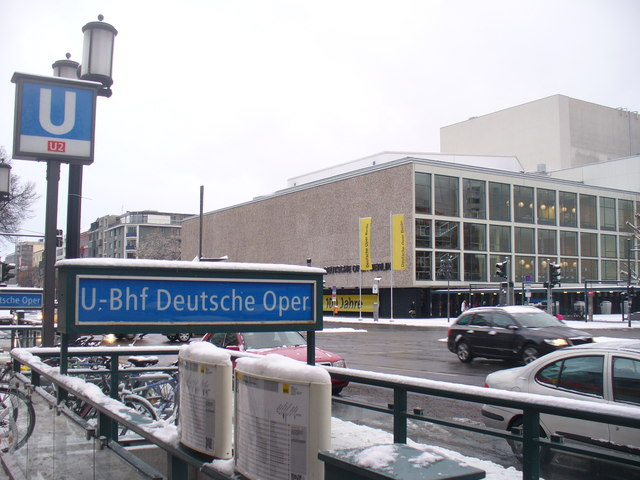
Bahnhofseingang in der Bismarckstraße

Der U-Bahnhof Deutsche Oper ist eine Station der Berliner U-Bahn-Linie U2. Der Bahnhof befindet sich neben dem gleichnamigen Gebäude an der Bismarckstraße im Ortsteil Charlottenburg. Er wurde am 14. Mai 1906 unter dem Namen Bismarckstraße eröffnet.

## Geschichte

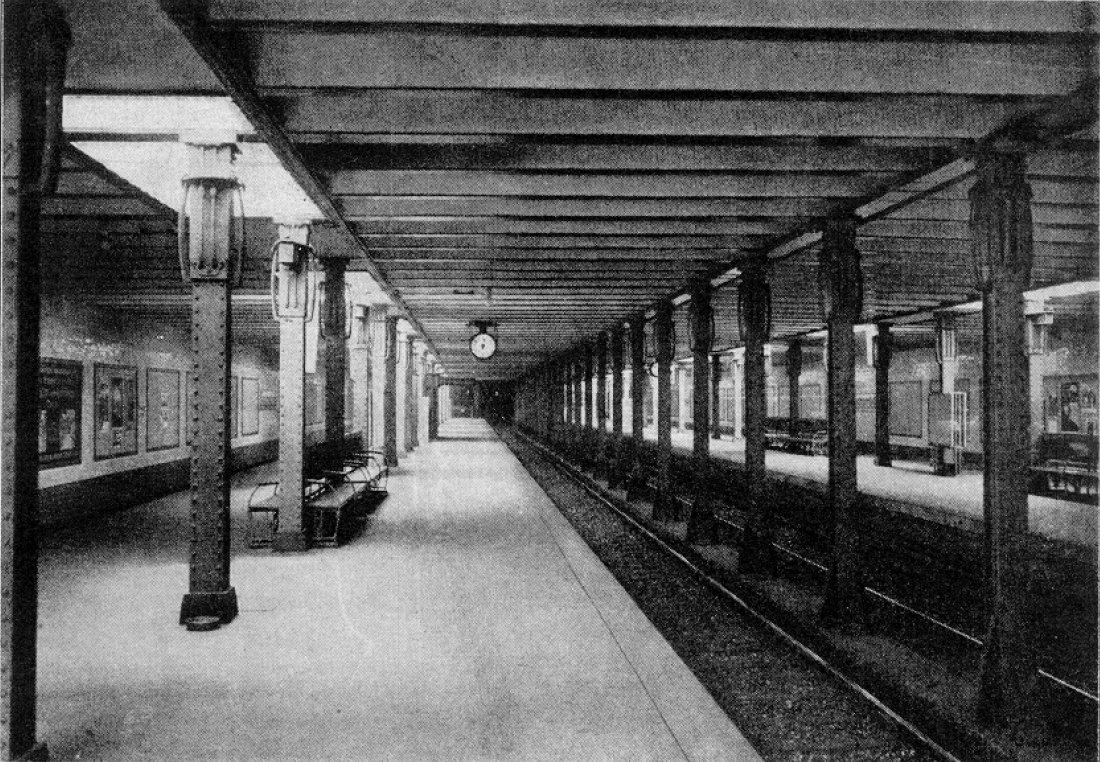
U-Bahnhof zwei Jahre nach seiner Eröffnung – zu sehen sind unter anderem die Oberlichter, die Tageslicht in den Bahnhof hereinscheinen lassen

### Planung
Bereits 1900, also zwei Jahre vor der Fertigstellung der ersten Berliner U-Bahn-Strecke, verhandelte die damals noch selbstständige Stadt Charlottenburg mit der ausführenden Hochbahngesellschaft über eine Verlängerung der damals fertigzustellenden Stammstrecke zwischen Knie, Leipziger Platz und Warschauer Brücke. Das Ziel mit der höchsten Priorität bestand darin, das Charlottenburger Rathaus am Wilhelmplatz mit der Hoch- und Untergrundbahn anzubinden. Als günstig hätte sich die Führung über die damalige Berliner Straße (heute: Otto-Suhr-Allee) angeboten. Doch insbesondere die Berlin-Charlottenburger Straßenbahn, die ebenfalls durch diese Straße fuhr, hatte Bedenken, sie würde durch das Parallelangebot Fahrgäste verlieren. Daher einigten sich die Verhandlungspartner auf Führung der U-Bahn-Linie vom Knie aus weiter westlich unter der Bismarckstraße entlang, an der Kreuzung Bismarck-/Sesenheimer Straße (heute: Richard-Wagner-Straße) sollte die Linie eine scharfe Kurve nach Norden zum Rathaus machen.
Die Bauarbeiten für die neue Strecke begannen im Jahr 1905. Insgesamt waren zwei Bahnhöfe eingeplant: Die Station Wilhelmplatz, der vorläufige Endbahnhof, sowie Bismarckstraße (noch unter dem Arbeitstitel Krumme Straße), der als erster deutscher viergleisiger U-Bahnhof entstehen sollte. Die Stadt Charlottenburg hatte diesem eine wichtige Rolle in einem zukünftigen Charlottenburger U-Bahn-Netz zugedacht, hier sollte unter anderem eine weitere Strecke in Richtung Westend abzweigen.

### Eröffnung und Architektur

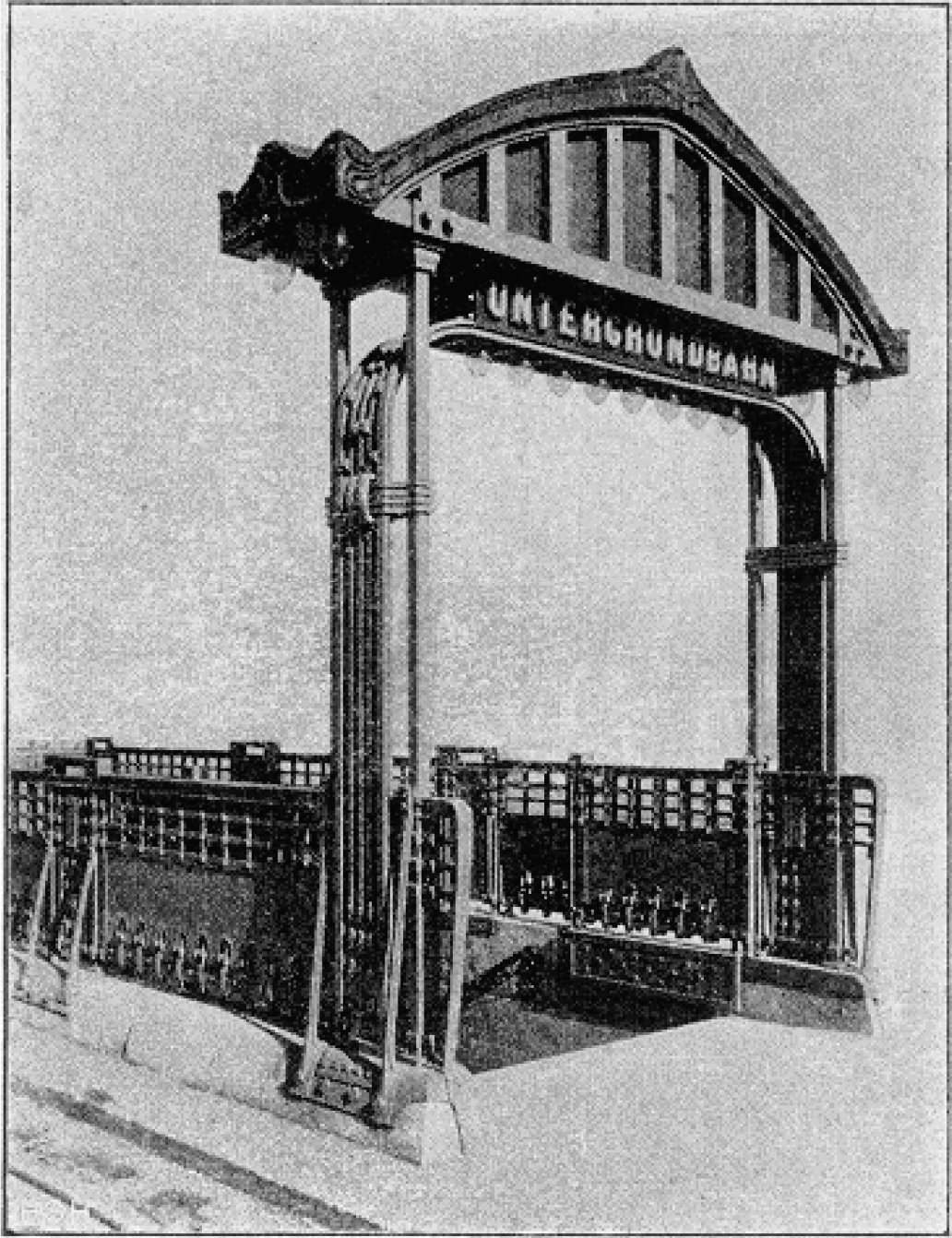
Eingangsportal des
U-Bahnhofs (1908)

Die Gestaltung des viergleisigen Bahnhofs übernahm, wie damals üblich, der Architekt Alfred Grenander. Die mit drei Stützenreihen ausgestattete Station erhielt jeweils an beiden 111 Meter langen Mittelbahnsteigen Oberlichter, sodass dort Tageslicht hereinscheinen konnte. Die Wände zierten kleinteilige graue Fliesen. Hinter der Station, beziehungsweise hinter dem Abzweig zum Wilhelmplatz, ließ die Hochbahngesellschaft Räume für eine elektrische Unterstation errichten, die den dortigen U-Bahn-Abschnitt mit Strom versorgte. Eröffnet wurde der Streckenabschnitt Wilhelmplatz – Knie inklusive des Bahnhofs Bismarckstraße am 14. Mai 1906.
Zwei Jahre lang benutzten die Züge der U-Bahn nur die inneren Gleise zum Wilhelmplatz. Ab dem 29. März 1908 wurden dann auch die beiden äußeren Bahnsteige für die Strecke zum Reichskanzlerplatz in Westend genutzt.
Im Jahr 1929 erfolgte ein Umbau des Bahnhofs, mit dem am westlichen Ende nun eine große Vorhalle eingebaut wurde. Aus diesem Grunde führten die einzigen Zugänge des Bahnhofs – am östlichen Ende gab es keine – nun nicht mehr direkt auf die Bismarckstraße, sondern auf die Bürgersteige. Im Rahmen dieser Bauarbeiten bekam der Bahnhof auch einen neuen Namen: Seit dem 1. August 1929 würdigt er das angrenzende Operngebäude mit dem Stationstitel Städtische Oper (Bismarckstraße).

### Neue Herrscher, neue Namen

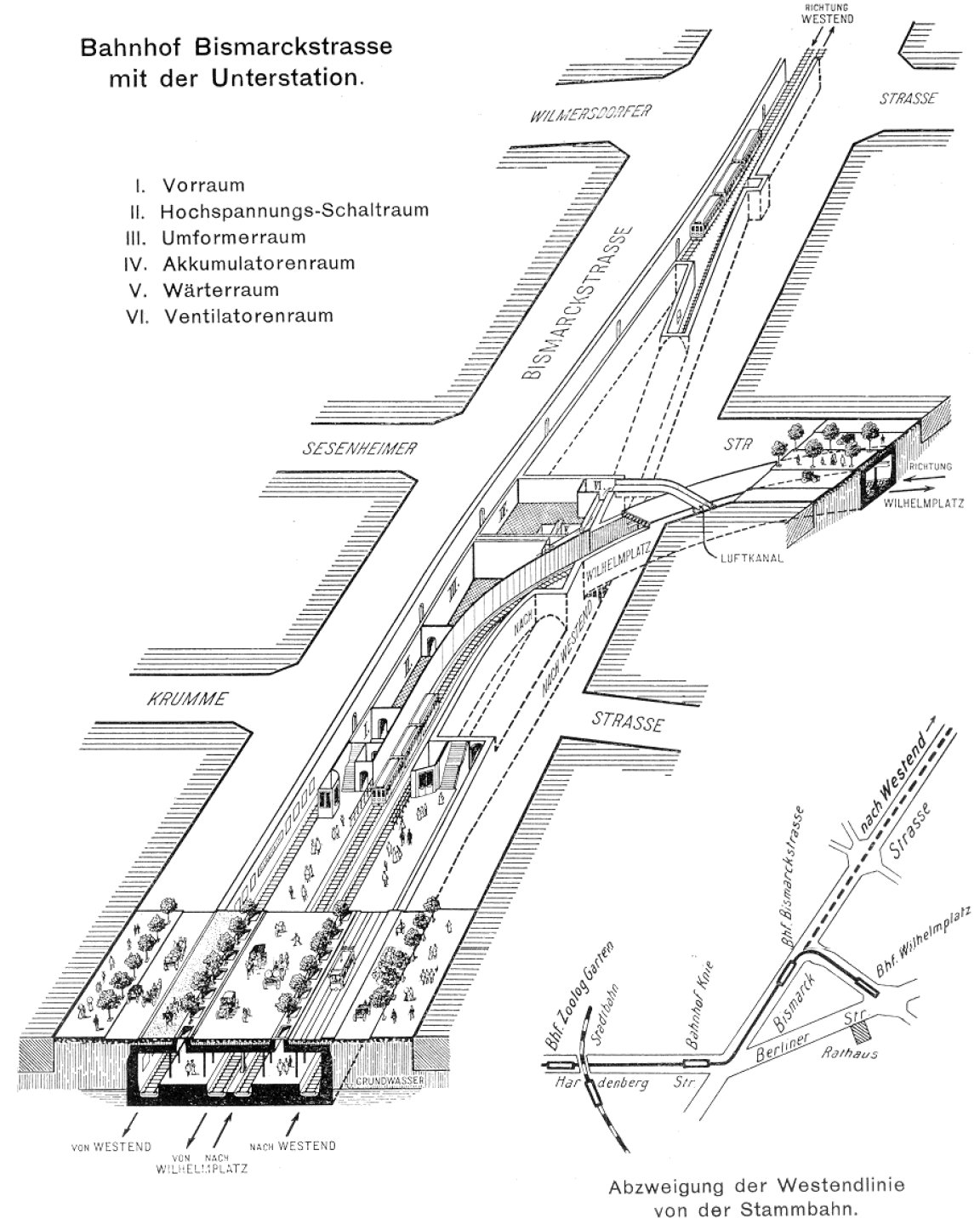
Situationsschema des U-Bahnhofs bis 1970

Um die veränderten Besitzverhältnisse des Opernhauses auszudrücken – nun gehörte es nicht mehr Berlin, sondern dem Deutschen Reich – hieß die Station ab 16. August 1934 Deutsches Opernhaus (Bismarckstraße). Im fünf Jahre später beginnenden Zweiten Weltkrieg erlitt der Bahnhof kaum Schäden, keine Bombentreffer sind dokumentiert. Allgemein war der westliche Streckenabschnitt der Linie A kaum betroffen, auch die benachbarten Stationen waren kaum beschädigt. So konnte bereits am 17. Mai 1945 ein Pendelverkehr auf den Strecken Knie – Deutsches Opernhaus – Kaiserdamm sowie Kaiserdamm – Reichskanzlerplatz – Ruhleben eingerichtet werden. Ab dem 15. September 1946 fuhr die Linie A auf der Strecke Ruhleben – Pankow (Vinetastraße) wieder durchgängig im Umlaufbetrieb.

### Veränderungen in der Nachkriegszeit
Das benachbarte Opernhaus erlitt wesentlich mehr Schäden, es brannte gar völlig aus und war nicht mehr zu benutzen. Deshalb begann im Jahr 1956 der Neubau eines Konzert- und Opernhauses an der Bismarckstraße unter der Leitung des Architekten Fritz Bornemann. Die Einweihung des neuen Gebäudes fand am 24. September 1961 statt, zwei Tage zuvor erhielt der Bahnhof bereits seinen neuen Namen Deutsche Oper (Bismarckstraße).

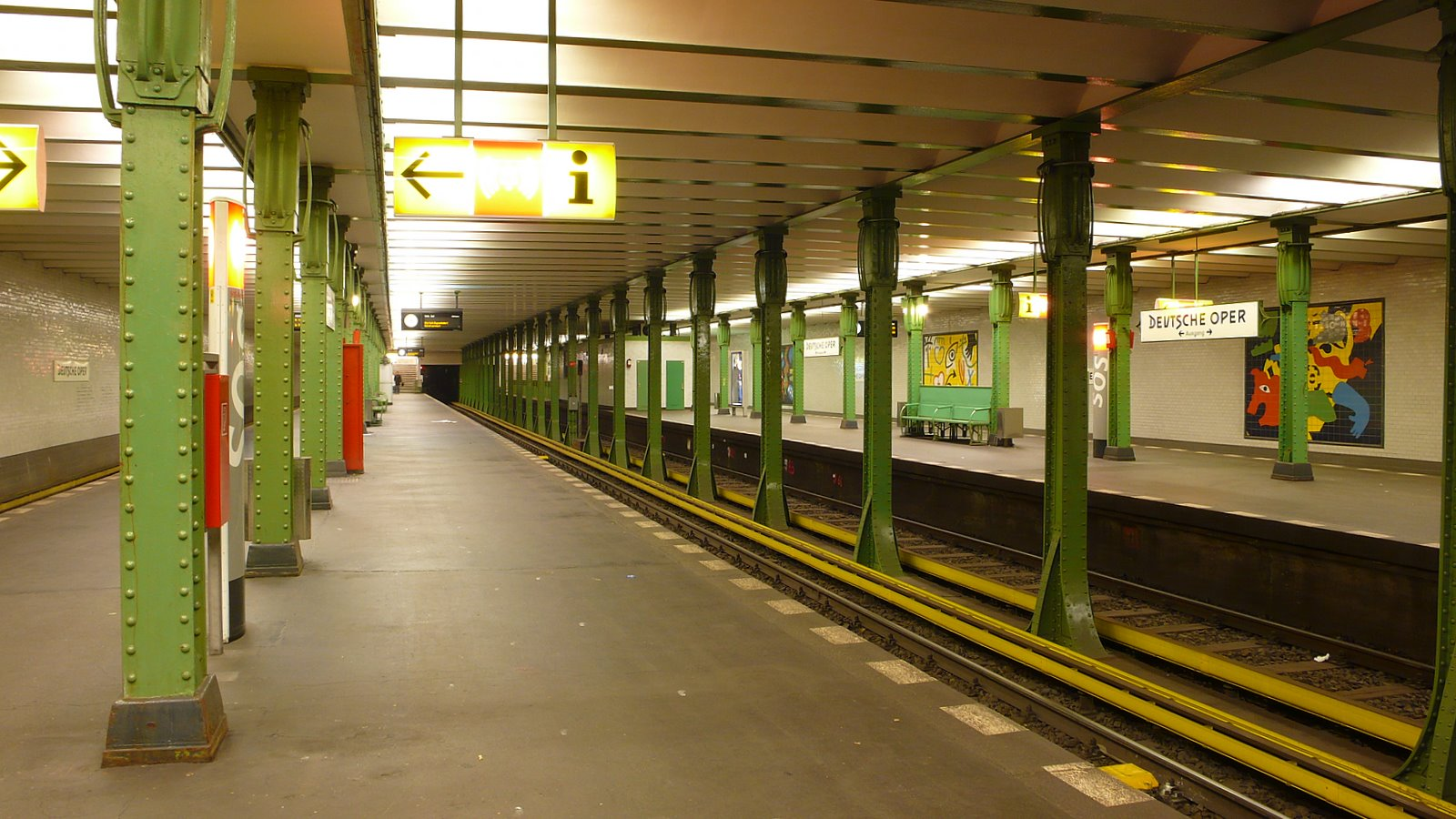
Seit 1970 werden die mittleren Gleise des Bahnhofs nicht mehr im Regelverkehr genutzt

Bei der Demonstration am 2. Juni 1967 in West-Berlin gegen Schah Mohammad Reza Pahlavi in unmittelbarer Nähe zum U-Bahn-Eingang wurde der Student Benno Ohnesorg vom Polizisten Kurras erschossen. Dieses Ereignis trug wesentlich zur Radikalisierung der Studentenbewegung bei. Seit 1990 steht am nordwestlichen U-Bahn-Eingang an der Oper das 1971 vom österreichischen Künstler Alfred Hrdlicka geschaffene Relief Der Tod des Demonstranten.
Seit 1945 betrieb die BVG den Streckenabschnitt Deutsche Oper – Richard-Wagner-Platz (der Wilhelmplatz erhielt im Jahr 1934 diesen Namen) als eigene Linie (zunächst AIII, ab 1. März 1966 Linie 5). Damit zeigte sich auch der Verkehrswert dieser Stummelstrecke, für die es zwar große Ausbaupläne gab, die jedoch nicht realisiert wurden. Um diesen nicht befriedigenden Zustand zu verbessern, sollte der Streckenabschnitt gemäß dem U-Bahn-Bauprogramm des Berliner Senats durch die neue U-Bahn-Linie U7 ersetzt werden. Aus diesem Grund stellte die BVG bereits im Vorfeld am 1. Mai 1970 den Verkehr auf dieser Strecke ein. Seitdem fahren nur noch auf den beiden äußeren Gleisen des Bahnhofs Züge im Regelverkehr, auf dem südlichen Mittelgleis werden gelegentlich Einsatzzüge für Veranstaltungen in der Oper bereitgestellt. Der anschließende Tunnel zum U-Bahnhof Richard-Wagner-Platz wurde bis zur Inbetriebnahme der Übungsanlage im Bahnhof Jungfernheide hin und wieder für Rettungsübungen der Feuerwehr genutzt, er dient heute nur noch als Streckenverbindung für Arbeitsfahrten. Den U-Bahn-Verkehr der Linie 7 nahm die BVG am 28. April 1978 auf, seitdem konnten die Fahrgäste der damaligen Linie 1 (heute: U2) am 380 Meter entfernt gelegenen Umsteigebahnhof Bismarckstraße in die neue Linie zum Richard-Wagner-Platz umsteigen.
Im Jahr 1983 ließen die Berliner Verkehrsbetriebe den Bahnhof wenig denkmalschutzgerecht modernisieren. Seitdem hingen nun gelbe und weiße Fliesen im Bahnhof anstatt der vorigen grauen, die BVG ließ die Decke abhängen; auch erhielt der Bahnhof eine neue Beleuchtungsanlage, zudem erfolgte eine Sanierung der Vorhalle. Die Gesamtkosten beliefen sich auf 2,5 Millionen Mark.

### Brand im Bahnhof

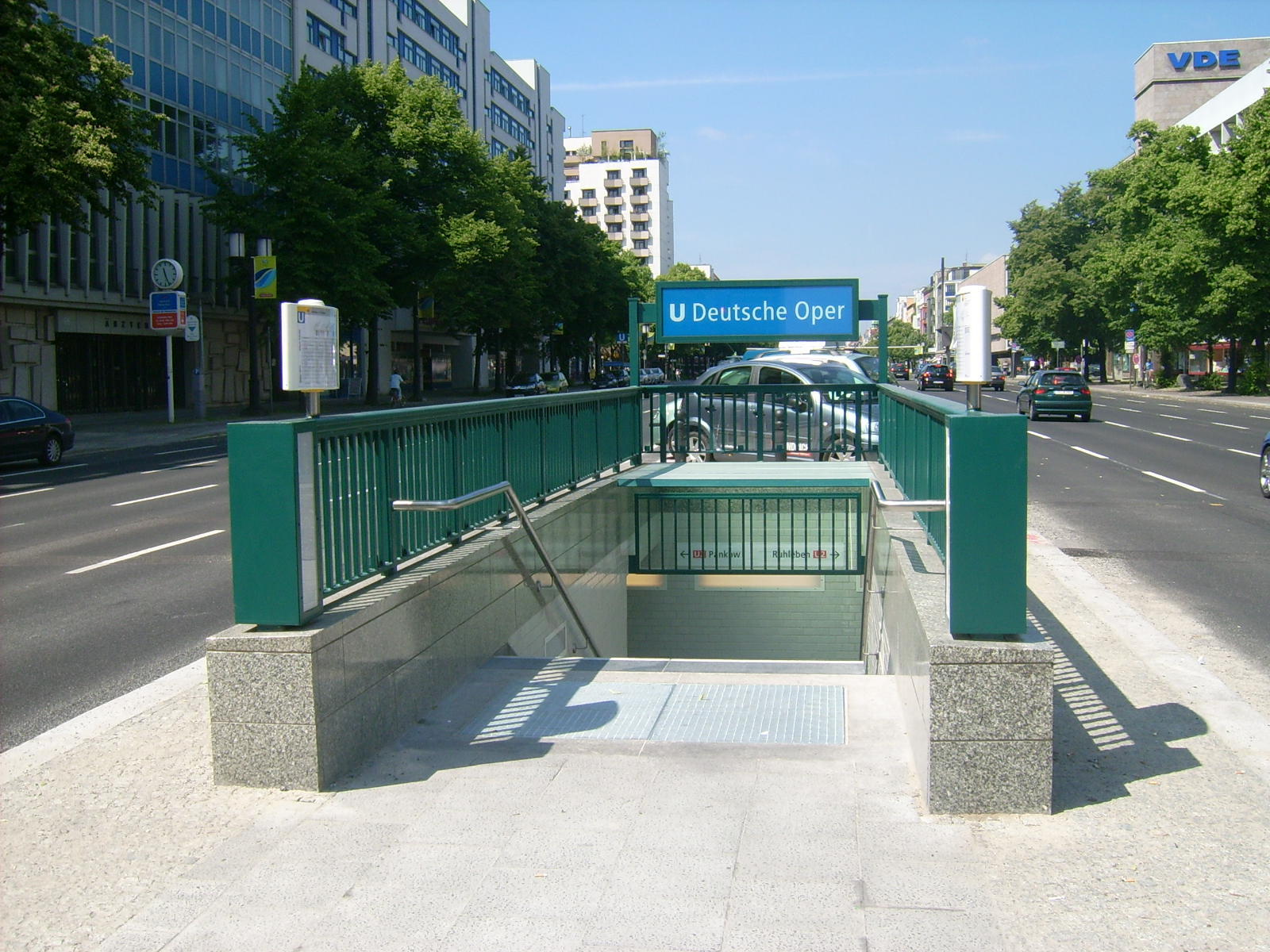
Neuerrichteter Ostzugang des Bahnhofs auf dem Mittelstreifen der Bismarckstraße

Am 8. Juli 2000, während der Berliner Loveparade, gab es im Bahnhof ein verheerendes Feuer. Ein brennender Zug der Baureihe GI/I fuhr aus Richtung Ruhleben in den Bahnhof ein. Weil es lediglich an dem Ende des Bahnsteigs einen Ausgang gab, an dem gerade der brennende Wagen stand, konnten die Fahrgäste nur den Tunnel als Notausgang benutzen. 21 Menschen erlitten Rauchverletzungen. Der Zug brannte vollkommen aus. Das Feuer beschädigte auch den Bahnhof schwer, erst im September 2000 hielten wieder Züge in der Station.
Ursprünglich plante die BVG nur eine einfache Herrichtung des Bahnhofs, doch entschied sie sich kurz darauf, die 1983 vollzogenen Änderungen wieder rückgängig zu machen und den Zustand von 1906 wiederherzustellen. Im Juni 2001 konnte der sanierte Bahnhof wieder vollständig eröffnet werden. Als Konsequenz aus diesem Vorfall forderten besonders die Berliner Feuerwehr, aber auch Polizei und Politik die Ausstattung aller Bahnhöfe mit mindestens einem zweiten Zugang. Die ersten Arbeiten beziehungsweise Planungen begannen dafür noch im selben Jahr.

### Neue Fliesen, neue Ausgänge
Anlässlich des Endes der Akkreditierung des portugiesischen Botschafters João Diogo wie auch des hundertjährigen Jubiläums der Berliner U-Bahn schenkte dieser im Oktober 2002 der Stadt, und damit dem Bahnhof Deutsche Oper, zahlreiche – aus Fliesen bestehende – Kunstwerke des Künstlers José de Guimarães. Auch die Vorhalle und die Zugänge erhielten neue Gestaltungselemente.
Die ersten Bauarbeiten für einen zweiten Ausgang am Bahnhof Deutsche Oper begannen im Jahr 2005. Der Ausgang auf der Ostseite erhielt im Gegensatz zum anderen Zugang keine Vorhalle. Weitestgehend beendet waren die Bauarbeiten bereits im Mai 2006, die Eröffnung fand kurz danach statt. Eine genaue Kostenangabe gibt es nicht, jedoch kosteten die Bauarbeiten für neue Zugänge an den Bahnhöfen Theodor-Heuss-Platz, Sophie-Charlotte-Platz und Deutsche Oper zusammen rund 5,8 Millionen Euro.
Eine Aufzugsanlage für einen barrierefreien Zugang hat der Bahnhof bisher nicht erhalten; der Einbau soll nach 2030 erfolgen.

## Anbindung
| Linie | Verlauf |
| ----- | --- |
|       | Pankow – Vinetastraße – Schönhauser Allee – Eberswalder Straße – Senefelderplatz – Rosa-Luxemburg-Platz – Alexanderplatz – Klosterstraße – Märkisches Museum – Spittelmarkt – Hausvogteiplatz – Stadtmitte – Mohrenstraße – Potsdamer Platz – Mendelssohn-Bartholdy-Park – Gleisdreieck – Bülowstraße – Nollendorfplatz – Wittenbergplatz – Zoologischer Garten – Ernst-Reuter-Platz – Deutsche Oper – Bismarckstraße – Sophie-Charlotte-Platz – Kaiserdamm – Theodor-Heuss-Platz – Neu-Westend – Olympia-Stadion – Ruhleben |

Am U-Bahnhof besteht keine Umsteigemöglichkeit zu anderen Linien des Berliner Nahverkehrs. Hier beginnen die Cabriofahrten der Berliner U-Bahn.